# Teleosauridae
Los teleosáuridos (Teleosauridae) son una familia de arcosaurios cocodriliformes talatosuquios que aparecieron a principios del Período Jurásico, en el Sinemuriano, hace 190 millones de años, para desaparecer hace 136 millones de años, en el Barremiense, a principios del Cretácico, siendo conocidos de Europa, Asia, África, Madagascar, Sudamérica y Norteamérica. Fueron cocodriliformes similares a los gaviales modernos. Tenían largos hocicos, indicando que eran piscívoros y fueron los parientes más cercanos de Metriorhynchidae, los cocodrilianos del Mesozoico que retornaron al mar y adquirieron patas como aletas y cola de pez. Se definen como el clado más inclusivo que contiene al Teleosaurus cadomensis (Lamouroux, 1820) pero no a Metriorhynchus geoffroyi (Meyer, 1832) ni a Crocodylus niloticus (Laurenti, 1768). 
La familia tiene una distribución geográfica amplia, con material encontrado en África (Etiopía, Madagascar, Túnez y Marruecos), Europa (Austria, Inglaterra, Francia, Alemania, Italia, Portugal, Rusia y Suiza), América del Norte (Oregón), América del Sur (Argentina), India y posiblemente China.

## Géneros
| Género              | Edad                                  | Lugar             | Descripción                                                                   | Sinónimos |
| ------------------- | ------------------------------------- | ----------------- | ----------------------------------------------------------------------------- | --------- |
| - †Aeolodon         | Jurásico Superior                     | - Europa          |                                                                               |           |
| - †Bathysuchus      | Jurásico Superior                     | - Europa          | Anteriormente referido a "Teleosaurus" y a "Steneosaurus" megarhinus.         |           |
| - †Deslongchampsina | Jurásico Medio                        | - Europa          | Anteriormente referido a la especie "Steneosaurus" larteti.                   |           |
| - †Indosinosuchus   | Jurásico Medio o Jurásico Superior    | - Asia            |                                                                               |           |
| - †Lemmysuchus      | Jurásico Medio                        | - Reino Unido     |                                                                               |           |
| - †Machimosaurus    | Jurásico Superior-Cretácico Inferior. | - África - Europa |                                                                               |           |
| - †Macrospondylus   | Jurásico Inferior                     | - Europa          |                                                                               |           |
| - †Mycterosuchus    | Jurásico Medio                        | - Europa          |                                                                               |           |
| - †Mystriosaurus    | Jurásico Inferior                     | - Europa          |                                                                               |           |
| - †Peipehsuchus     | Jurásico Inferior                     | - Asia            |                                                                               |           |
| - †Pelagosaurus     | Jurásico Inferior                     | - Europa          | Clasificado como un miembro basal de Metriorhynchoidea en estudios recientes. |           |
| - †Platysuchus      | Jurásico Inferior                     | - Europa          |                                                                               |           |
| - †Sericodon        | Jurásico Superior                     | - Europa          |                                                                               |           |
| - †Steneosaurus     | Jurásico Medio                        | - África - Europa |                                                                               |           |
| - †Teleosaurus      | Jurásico Medio                        | - Europa          |                                                                               |           |
| - †Yvridiosuchus    | Jurásico Medio                        | - Europa          | Anteriormente referido a la especie "Steneosaurus" boutilieri.                |           |